# Беніамін (бек-мелех)
Беніамін I (пом. бл. 930) — 12-й повновладний бек-мелех Хозарської держави у 914—930 роках.

## Життєпис
Походив з династії Буланідів. Син бек-мелеха Менахема I. Після смерті батька близько 914 року стає новим правителем Хозарського каганату. На той час, можливо, вже прийняв титул кагана. Беніамін намагався відродити державу проводячи централізаторську політику. Водночас намагався поширити юдаїзм на всі народи. Це викликало невдоволення підкорених кочових племен і Візантійської імперії.
Успішно діяв на Кавказі. У 916—917 роках сприяв приходженю до влади в Дербентському еміраті Абд аль-Маліка I, а Ау Тахір Язіда — у державі Ширваншахів. Завдяки цьому зміцнився політичний та економічний вплив Хозарії на Східному Кавказі до початку 950-х років. Також розширив торгівельні зв'язки, що сприяло наповненню державної скарбниці.
У 920-х роках вибухнуло повстання буртасів, огузів, волзьких булгар (останні 922 року прийняли іслам задля союзу проти хозар), до яких приєдналися печеніги. Лише за допомогою аланів Беніаміну вдалося придушити повстання та відновити владу в каганаті. З цього часу бек-мелехи лише вправною дипломатією, використовуючи підвладні племена одні проти одного, могли утримувати каганат від розпаду. Помер Беніамін близько 930 року. Владу успадкував його син Аарон II.